# 小行星7887
小行星7887（7887 Bratfest）是一颗绕太阳运转的小行星，为主小行星带小行星。1993年9月18日，C. W. Hergenrother.在Catalina Station发现了此行星。

## 轨道参数
小行星7887的轨道半长轴为2.5787847 UA，离心率为0.100。